# Himereu
Himereu (Himeraeus, Ἱμεραῖος) fou un orador atenenc nascut a Falèron, germà del famós Demetri de Falèron.

## Biografia
Va defensar posicions polítiques oposades al seu germà i era contrari a l'aliança amb Macedònia. És esmentat per primera vegada quan, junt amb Hipèrides, perseguia davant la cort de l'Areòpag als acusats de rebre suborns d'Harpal, entre ells Demòstenes.
A la guerra de Làmia va posar tot el seu esforç a trencar el domini macedoni i fou un dels oradors l'entrega del qual fou exigida per Antípater després de la seva victòria a Cranon. Per evitar l'entrega va fugir d'Atenes cap a Egina on es va refugiar juntament amb Hipèrides i Aristònic, al temple d'Aeacus, del que foren forçats a sortir per Àrquies i enviats presoners a Antípater que immediatament els va fer executar (332 aC).